# Fotbalový klub Mladá Boleslav
Il Fotbalový klub Mladá Boleslav, o più semplicemente Mladá Boleslav, è una società calcistica ceca con sede nella città di Mladá Boleslav. Milita nella massima serie del campionato ceco di calcio.

## Storia
Fu fondata nel 1902. Il suo miglior risultato è il secondo posto nel campionato ceco nella stagione 2005-2006, classificazione che valse al club la qualificazione per la Champions League 2006-2007. Qui la squadra fu eliminata al terzo turno preliminare, retrocedendo così in Coppa UEFA, da dove fu estromessa nella fase a gironi senza vincere una partita. Anche l'anno seguente si è qualificata per la Coppa UEFA ed è giunta nuovamente alla fase a gironi dopo aver eliminato il Palermo.
Nella stagione 2014-15 viene eliminato al terzo turno di qualificazione di Europa League dai francesi dell'Olympique Lyon.

## Organico

### Rosa 2024-2025
Aggiornata al 29 novembre 2024.
| N. |                       | Ruolo | Calciatore       |
| -- | --------------------- | ----- | ---------------- |
| 3  | Slovacchia (bandiera) | D     | Martin Králik    |
| 5  | Zambia (bandiera)     | C     | Benson Sakala    |
| 6  | Rep. Ceca (bandiera)  | C     | Daniel Langhamer |
| 7  | Rep. Ceca (bandiera)  | C     | Patrik Žitný     |
| 8  | Rep. Ceca (bandiera)  | C     | Marek Matějovský |
| 9  | Rep. Ceca (bandiera)  | A     | Matyáš Vojta     |
| 10 | Rep. Ceca (bandiera)  | C     | Tomáš Ladra      |
| 11 | Rep. Ceca (bandiera)  | C     | Jakub Fulnek     |
| 12 | Rep. Ceca (bandiera)  | A     | Vojtěch Stránský |
| 13 | Rep. Ceca (bandiera)  | D     | Denis Donát      |
| 14 | Rep. Ceca (bandiera)  | D     | Tomáš Král       |
| 15 | Rep. Ceca (bandiera)  | C     | Nicolas Penner   |
| 17 | Rep. Ceca (bandiera)  | D     | Marek Suchý      |
| 18 | Rep. Ceca (bandiera)  | A     | Matěj Pulkrab    |
| 19 | Rep. Ceca (bandiera)  | C     | David Kozel      |

| N. |                       | Ruolo | Calciatore     |
| -- | --------------------- | ----- | -------------- |
| 20 | Nigeria (bandiera)    | A     | Solomon John   |
| 21 | Rep. Ceca (bandiera)  | C     | Lukáš Fila     |
| 23 | Rep. Ceca (bandiera)  | A     | Vasil Kušej    |
| 26 | Slovacchia (bandiera) | D     | Andrej Kadlec  |
| 28 | Rep. Ceca (bandiera)  | A     | Lukáš Mašek    |
| 29 | Rep. Ceca (bandiera)  | P     | Matouš Trmal   |
| 30 | Rep. Ceca (bandiera)  | C     | Daniel Mareček |
| 31 | Rep. Ceca (bandiera)  | C     | Dominik Kostka |
| 32 | Gambia (bandiera)     | A     | Lamin Jawo     |
| 33 | Rep. Ceca (bandiera)  | P     | Jan Šeda       |
| 59 | Rep. Ceca (bandiera)  | P     | Jiří Floder    |
| 66 | Rep. Ceca (bandiera)  | P     | Patrik Vydra   |
| 70 | Rep. Ceca (bandiera)  | A     | Jan Buryán     |
| 99 | Rep. Ceca (bandiera)  | P     | Petr Mikulec   |

### Rosa 2023-2024
Aggiornata al 23 febbraio 2024.
| N. |                      | Ruolo | Calciatore       |
| -- | -------------------- | ----- | ---------------- |
| 1  | Rep. Ceca (bandiera) | P     | Matouš Trmal     |
| 2  | Rep. Ceca (bandiera) | D     | Martin Suchomel  |
| 4  | Rep. Ceca (bandiera) | D     | David Šimek      |
| 5  | Zambia (bandiera)    | C     | Benson Sakala    |
| 6  | Rep. Ceca (bandiera) | C     | Ladislav Kodad   |
| 7  | Rep. Ceca (bandiera) | C     | Patrik Žitný     |
| 8  | Rep. Ceca (bandiera) | C     | Marek Matějovský |
| 9  | Malta (bandiera)     | A     | Yusuf            |
| 10 | Rep. Ceca (bandiera) | C     | Tomáš Ladra      |
| 11 | Rep. Ceca (bandiera) | C     | Jakub Fulnek     |
| 14 | Rep. Ceca (bandiera) | D     | Tomáš Král       |
| 17 | Rep. Ceca (bandiera) | D     | Marek Suchý      |
| 18 | Rep. Ceca (bandiera) | A     | Matěj Pulkrab    |
| 20 | Nigeria (bandiera)   | C     | Solomon John     |

| N. |                       | Ruolo | Calciatore      |
| -- | --------------------- | ----- | --------------- |
| 22 | Rep. Ceca (bandiera)  | C     | Antonín Vaníček |
| 23 | Rep. Ceca (bandiera)  | C     | Vasil Kušej     |
| 26 | Slovacchia (bandiera) | D     | Andrej Kadlec   |
| 27 | Rep. Ceca (bandiera)  | C     | Vojtěch Kubista |
| 30 | Rep. Ceca (bandiera)  | C     | Daniel Mareček  |
| 31 | Rep. Ceca (bandiera)  | D     | Dominik Kostka  |
| 32 | Gambia (bandiera)     | A     | Lamin Jawo      |
| 33 | Rep. Ceca (bandiera)  | P     | Jan Šeda        |
| 44 | Rep. Ceca (bandiera)  | D     | Ondřej Karafiát |
| 70 | Rep. Ceca (bandiera)  | A     | Jan Buryán      |
| 99 | Rep. Ceca (bandiera)  | P     | Petr Mikulec    |
|    | Ucraina (bandiera)    | D     | Mykola Yarosh   |
|    | Rep. Ceca (bandiera)  | C     | Lukas Fila      |

### Rosa 2020-2021
Aggiornata al 14 gennaio 2021.
| N. |                      | Ruolo | Calciatore       |
| -- | -------------------- | ----- | ---------------- |
| 2  | Rep. Ceca (bandiera) | D     | Šimon Gabriel    |
| 3  | Rep. Ceca (bandiera) | D     | Ondřej Mazuch    |
| 4  | Rep. Ceca (bandiera) | D     | David Šimek      |
| 5  | Russia (bandiera)    | D     | Aleksej Tataev   |
| 6  | Rep. Ceca (bandiera) | C     | Dominik Mašek    |
| 7  | Rep. Ceca (bandiera) | A     | Václav Drchal    |
| 8  | Rep. Ceca (bandiera) | C     | Marek Matějovský |
| 9  | Lettonia (bandiera)  | A     | Dāvis Ikaunieks  |
| 12 | Rep. Ceca (bandiera) | C     | Michal Hubínek   |
| 13 | Rep. Ceca (bandiera) | P     | Jan Stejskal     |
| 14 | Rep. Ceca (bandiera) | A     | Vojtěch Stránský |
| 15 | Rep. Ceca (bandiera) | A     | Michal Škoda     |
| 16 | Rep. Ceca (bandiera) | A     | Jaromír Zmrhal   |
| 17 | Rep. Ceca (bandiera) | D     | Marek Suchý      |
| 18 | Rep. Ceca (bandiera) | C     | Jakub Fulnek     |

| N. |                      | Ruolo | Calciatore      |
| -- | -------------------- | ----- | --------------- |
| 20 | Rep. Ceca (bandiera) | C     | Michael Hönig   |
| 21 | Rep. Ceca (bandiera) | C     | Ondřej Zahustel |
| 22 | Rep. Ceca (bandiera) | D     | David Douděra   |
| 23 | Rep. Ceca (bandiera) | C     | Lukáš Budínský  |
| 25 | Brasile (bandiera)   | D     | Marco Tulio     |
| 26 | Rep. Ceca (bandiera) | C     | David Pech      |
| 27 | Rep. Ceca (bandiera) | A     | Jiří Klíma      |
| 29 | Rep. Ceca (bandiera) | D     | Jakub Klíma     |
| 33 | Rep. Ceca (bandiera) | P     | Jan Šeda        |
| 34 | Rep. Ceca (bandiera) | D     | Antonín Křapka  |
| 39 | Rep. Ceca (bandiera) | C     | Dominik Janošek |
| 99 | Rep. Ceca (bandiera) | P     | Petr Mikulec    |
|    | Rep. Ceca (bandiera) | D     | Laco Takács     |
|    | Rep. Ceca (bandiera) | C     | Tomáš Malinský  |

### Rosa 2016-2017
| N. |                                 | Ruolo | Calciatore       |
| -- | ------------------------------- | ----- | ---------------- |
| 1  | Rep. Ceca (bandiera)            | P     | Luděk Vejmola    |
| 2  | Francia (bandiera)              | D     | Florian Thalamy  |
| 3  | Rep. Ceca (bandiera)            | D     | Jiří Fleišman    |
| 4  | Brasile (bandiera)              | D     | Douglas da Silva |
| 5  | Rep. Ceca (bandiera)            | C     | Tomáš Fabián     |
| 6  | Rep. Ceca (bandiera)            | D     | Adam Jánoš       |
| 7  | Bosnia ed Erzegovina (bandiera) | A     | Lukas Zeleznik   |
| 8  | Rep. Ceca (bandiera)            | D     | Marek Matějovský |
| 9  | Rep. Ceca (bandiera)            | D     | Adam Pajer       |
| 10 | Rep. Ceca (bandiera)            | C     | Jiří Skalák      |
| 12 | Rep. Ceca (bandiera)            | P     | Jan Šeda         |
| 11 | Rep. Ceca (bandiera)            | D     | Jiří Valenta     |
| 16 | Russia (bandiera)               | D     | Vadislav Levin   |
| 17 | Rep. Ceca (bandiera)            | C     | Petr Mareš       |
| 18 | Rep. Ceca (bandiera)            | A     | Lukáš Magera     |

| N. |                       | Ruolo | Calciatore         |
| -- | --------------------- | ----- | ------------------ |
| 19 | Rep. Ceca (bandiera)  | A     | Jan Chramosta      |
| 20 | Rep. Ceca (bandiera)  | C     | Jan Kysela         |
| 21 | Slovacchia (bandiera) | D     | Lukáš Pauschek     |
| 22 | Rep. Ceca (bandiera)  | D     | Antonín Rosa       |
| 23 | Rep. Ceca (bandiera)  | P     | Jakub Divis        |
| 24 | Rep. Ceca (bandiera)  | D     | Pavel Čmovš        |
| 25 | Rep. Ceca (bandiera)  | C     | Jakub Rada         |
| 26 | Australia (bandiera)  | A     | Golgol Mebrahtu    |
| 27 | Rep. Ceca (bandiera)  | P     | Miroslav Miller    |
| 28 | Rep. Ceca (bandiera)  | D     | Lukáš Hůlka        |
| 29 | Slovacchia (bandiera) | D     | Miroslav Kerestes  |
| 30 | Serbia (bandiera)     | C     | Miljan Vukadinović |
| 31 | Rep. Ceca (bandiera)  | A     | Stanislav Koblasa  |
| 33 | Rep. Ceca (bandiera)  | C     | Daniel Bartl       |
|    | Francia (bandiera)    | C     | Kevin Malpon       |

## Stagioni passate
2008-2009

## Palmarès

### Competizioni nazionali
- Coppa della Repubblica Ceca: 2

2010-2011, 2015-2016
- Druhá Liga: 1

2003-2004
- Česka fotbalová liga: 1

1997-1998

### Altri piazzamenti
- Campionato ceco:

Terzo posto: 2005-2006, 2006-2007, 2013-2014
- Coppa della Repubblica Ceca:

Finalista: 2012-2013
Semifinalista: 2014-2015, Pohár FAČR 2016-20172016-2017, 2017-2018
- Supercoppa della Repubblica Ceca:

Finalista: 2011
- Druhá Liga:

Terzo posto: 2001-2002

## Statistiche

### Statistiche nelle competizioni UEFA
Tabella aggiornata alla fine della stagione 2024-2025.
| Competizione                  | Partecipazioni | G  | V  | N | P  | RF | RS |
| ----------------------------- | -------------- | -- | -- | - | -- | -- | -- |
| Coppa UEFA/UEFA Europa League | 9              | 32 | 13 | 5 | 16 | 41 | 42 |
| UEFA Conference League        | 1              | 12 | 6  | 0 | 6  | 20 | 15 |